# Irène Zurkinden
Irène Zurkinden (Basileia, 11 de dezembro de 1909 - Basileia, 27 de dezembro de 1987) foi uma pintora suíça.

## Biografia

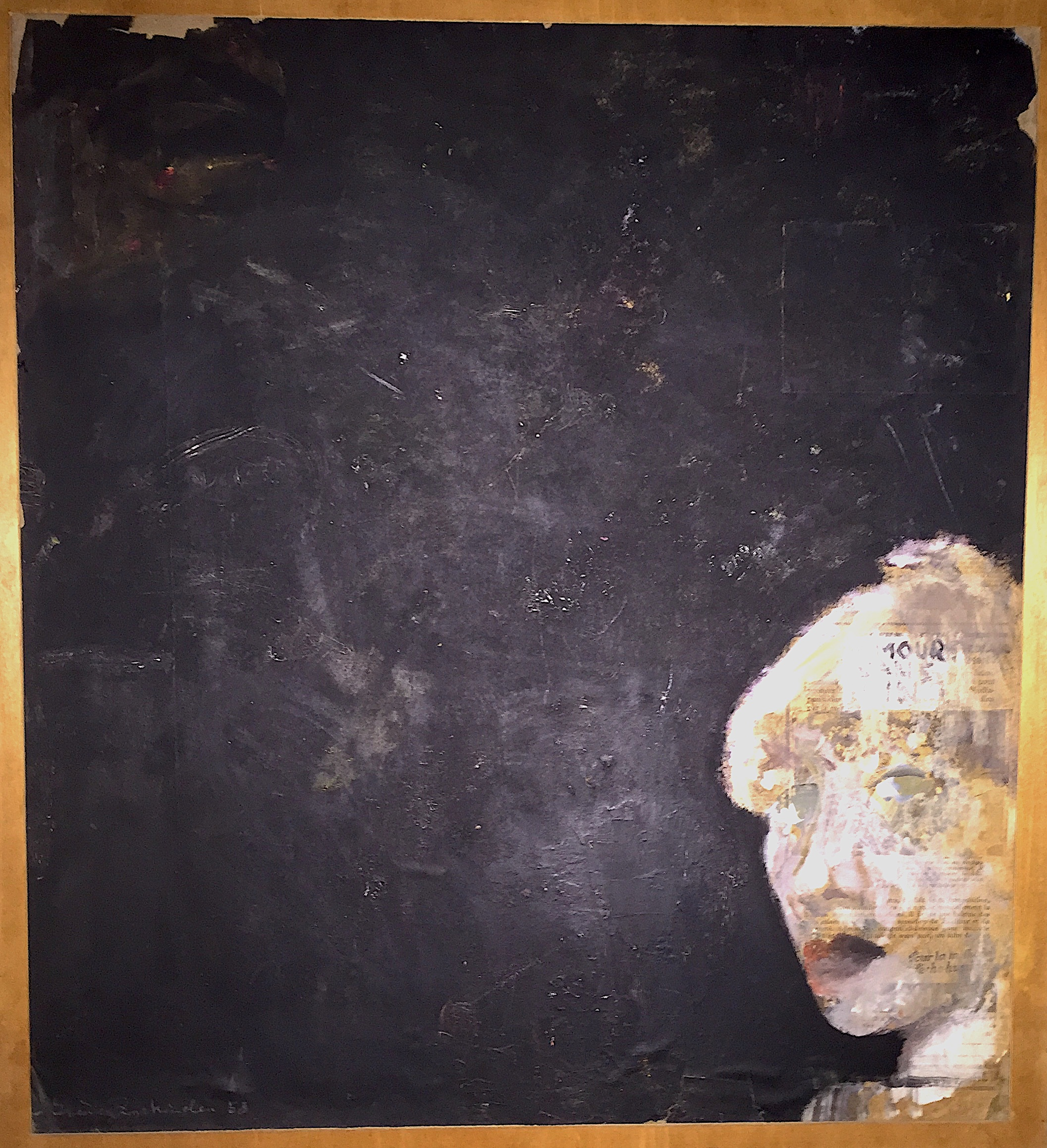
Irène Zurkinden: Autorretrato. (1932)

Irène Zurkinden passou a infância em Basileia e Münchenstein. Seu pai era um oficial da alfândega de Friburgo, sua mãe Jeanne era uma instrutora de dança. A família de Irène era muito aberta e permitiu que a adolescente que queria se tornar uma ilustradora de moda se matriculasse na escola de arte de da Basileia em 1925. Lá, Irène Zurkinden frequentou aulas de desenho com Albrecht Mayer (1875–1952), estudou teoria da cor com Arnold Fiechter (1879–1943) e artes gráficas com Fritz Baumann (1886–1942). Até se formar em 1929, ela produziu principalmente desenhos de retratos.